# Flughafen Noto

i8
i11
i13
Der Flughafen Noto (japanisch 能登空港 Noto Kūkō, IATA-Code: NTQ, ICAO-Code: RJNW) ist ein kleiner Verkehrsflughafen der Stadt Wajima in Japan, Präfektur Ishikawa. Der Flughafen liegt etwa 12 Kilometer südöstlich vom Stadtzentrum Wajimas auf der Noto-Halbinsel. Von hier gibt es derzeit (2009) nur Inlandsverbindungen. Der Flughafen Noto gilt nach der japanischen Gesetzgebung als Flughafen 3. Klasse.
Der Flughafen ist regional auch unter dem Namen Wajima Airport bekannt.